# Waldenburg (Basileia-Campo)
Waldenburg é uma comuna da Suíça, no Cantão de Basileia-Campo. Em 2017 possuía 1.125 habitantes. Estende-se por uma área de 8,30 km², de densidade populacional de 135,2 hab/km². Confina com as comunas de Langenbruck, Liedertswil, Mümliswil-Ramiswil (SO), Oberdorf e Reigoldswil.
A língua oficial nesta comuna é a língua alemã.

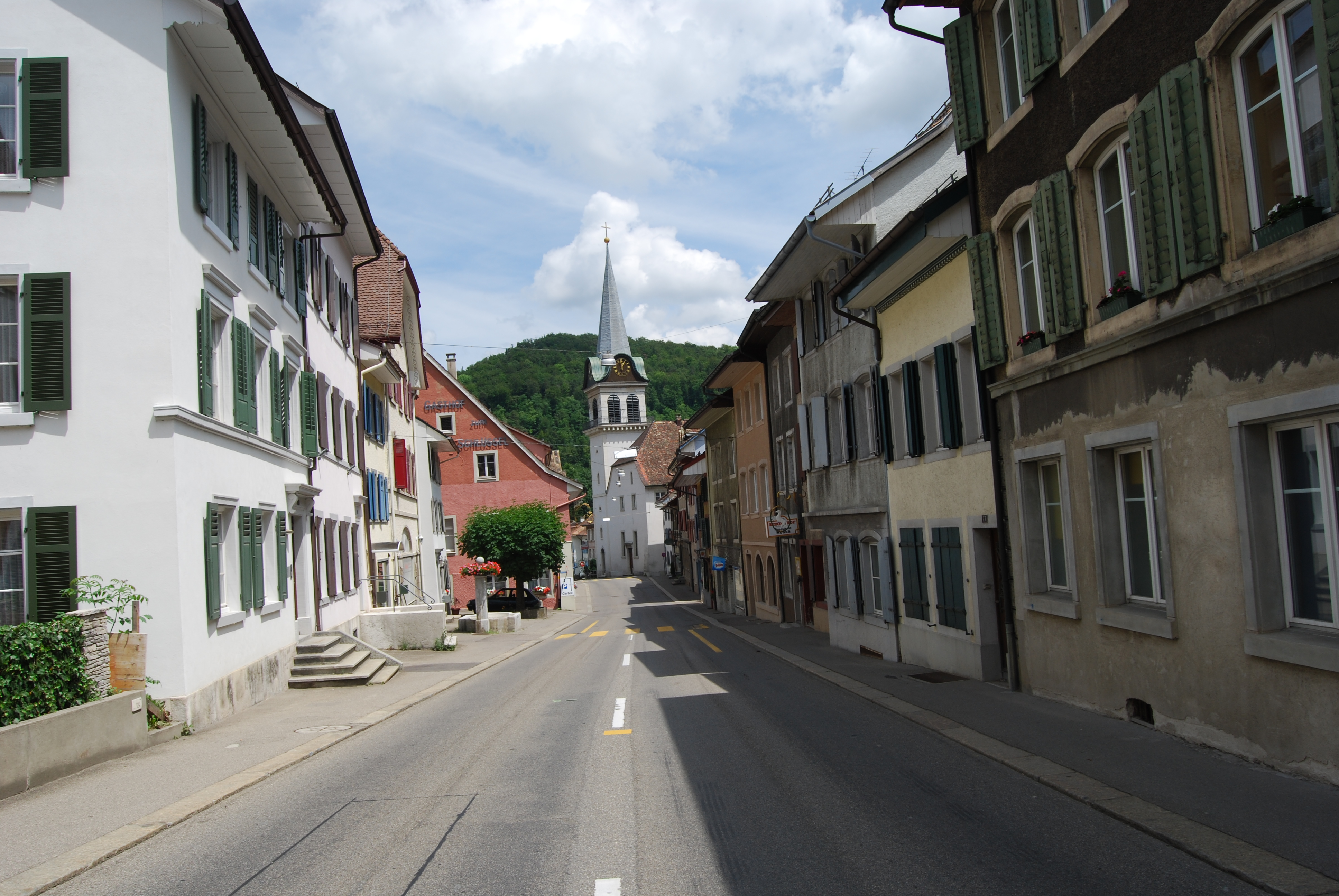
Waldenburg